# Striosphaeropsis mirabilis
Striosphaeropsis mirabilis är en svampart som beskrevs av Verkley & Aa 1997. Striosphaeropsis mirabilis ingår i släktet Striosphaeropsis, divisionen sporsäcksvampar och riket svampar.   Inga underarter finns listade i Catalogue of Life.